# Corna uterine
Nell'anatomia femminile le corna uterine sono quei punti in cui l'utero si unisce alle tube uterine. Esse sono molto più marcate in alcune specie di animali come scrofe, cagne e gatte.